# パトリック・ムティリガ
パトリック・ムティリガ（Patrick Jan Mtiliga、1981年1月28日 - ）は、デンマークの元サッカー選手。元デンマーク代表。ポジションはディフェンダー。

## 経歴
2008年11月に親善試合でデンマーク代表デビュー。デビュー戦後は代表から長く外れたが、2010年5月に代表復帰、2010 FIFAワールドカップにも選ばれた。2013年までに7試合に出場した。

## 代表歴

### 出場大会
- デンマーク代表
  - 2010 FIFAワールドカップ

### 試合数
- 国際Aマッチ 7試合 0得点（2008年-2012年）[1]

| デンマーク代表 | 国際Aマッチ | 国際Aマッチ |
| 年             | 出場        | 得点        |
| -------------- | ----------- | ----------- |
| 2008           | 1           | 0           |
| 2009           | 0           | 0           |
| 2010           | 4           | 0           |
| 2011           | 0           | 0           |
| 2012           | 2           | 0           |
| 通算           | 7           | 0           |